# Гелена Шерфбек
Ге́лена Софія Ше́рфбек (швед. Helena Sofia Schjerfbeck; 10 липня 1862, Гельсінкі, Велике князівство Фінляндське, Російська імперія — 23 січня 1946, Сальтшебаден, Швеція) — фінська художниця шведського походження, представниця модерну і «золотого віку» фінського мистецтва періоду 1880—1910 років.
Вона одна з найзаповітніших художників-модерністів Фінляндії. Вона найбільш відома своїми реалістичними творами та автопортретами, і менш відома своїми пейзажами та натюрмортами. Протягом свого довгого життя стиль її робіт кардинально змінювалася, починаючи з реалізму під французьким впливом та пленерного живопису. Вона поступово розвивала свої навички до створення портретів і натюрмортів. На початку своєї кар'єри вона часто випускала історичні картини, такі як «Поранений воїн у снігу» (1880), «У дверях в'язниці Лінчепінг» (1882) та «Смерть Вільгельма фон Шверина» (1886). Історичні картини, у той час, зазвичай були цариною художників-чоловіків, як і експерименти із сучасними впливами та французьким радикальним натуралізмом. Як результат, її твори, створені здебільшого у 1880-х роках, не отримали сприятливого прийому та визнання до пізнішого етапу її життя.
«Її робота починається з сліпуче кваліфікованої, дещо меланхолійної версії академічного реалізму кінця 19 століття… закінчується дистильованими, майже абстрактними зображеннями, в яких чиста фарба та виразний опис тримаються в ідеальному балансі». Роберта Сміт, New York Times, 27 листопада 1992 р.

## Біографія

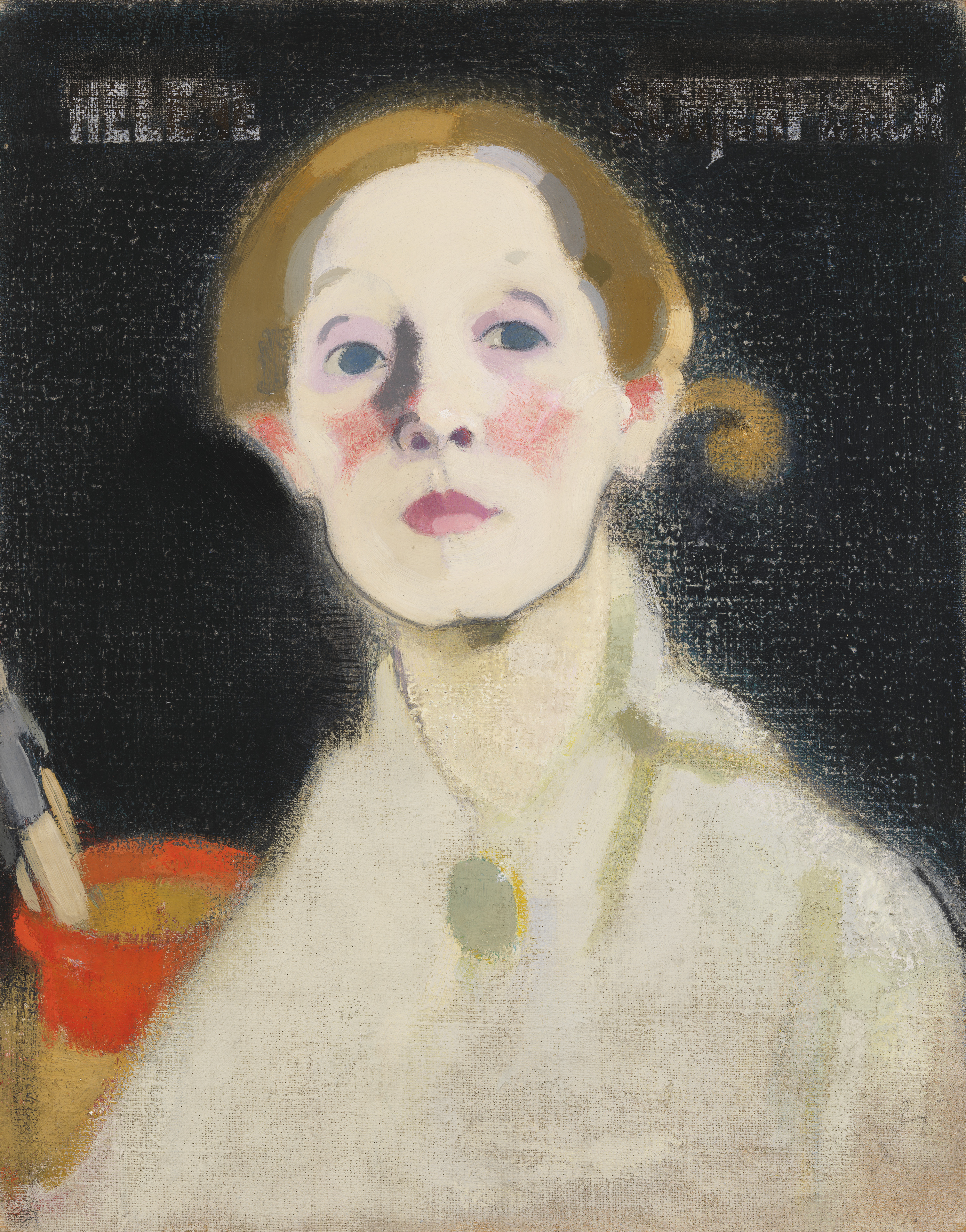
Автопортрет з чорним фоном. 1915 рік

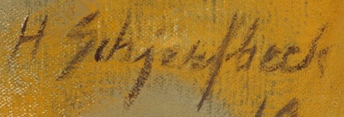
Підпис Гелени Шерфбек

Народилася 10 липня 1862 року в Гельсінгфорсі, столиці Великого князівства Фінляндського Російської імперії. Почала займатися живописом в одинадцять років у художній школі при Фінському суспільстві любителів мистецтва (зараз Академія витончених мистецтв, Гельсінкі), де вчилася разом з Геленою Вестермарк і Елін Данієльсон-Гамбоджі.
Коли 2 лютого 1876 р. батько Шерфбек помер від туберкульозу, мати Шерфбек стала приймати квартирантів, щоб сім'я змогла вижити. Трохи більше року після смерті батька Шерфбек закінчила школу Фінського Художнього Товариства. Вона продовжила свою освіту разом із Вестермарком у приватній академії, якою управляв Адольф фон Бекер, і що використовувала студію малювання Гельсінського університету. Професор Г. Асп заплатив за її навчання в приватній академії Беккера. Там сама Беккер навчала її французьким технікам живопису маслом. У 1879 році, у віці 17 років, Шерфбек отримала третю премію на конкурсі, організованому Фінським мистецьким товариством, а в 1880 р. Її роботи були показані на щорічній виставці Фінського Художнього Товариства. Того літа Шерфбек проводила час у садибі, що належала її тітці з боку матері, Селмі Принтз та чоловіка Селми Томаса Адлеркреутца. Там вона провела час,  малюючи своїх двоюрідних братів. Шерфбек стала особливо близькою зі своєю двоюрідною сестрою Селмою Адлеркройц, яка була її віку. У 1880 році вона вирушила до Парижу після отримання дорожнього гранту від Імператорського Російського Сенату.
З 1880 року почала брати участь у виставках і незабаром завоювала визнання. Отримала стипендію від Сенату Російської імперії, далі продовжила навчання в Парижі, в Академії Колароссі.
З 1902 року разом з матір'ю жила в Гювінкяа, де удосконалювала свою майстерність. У 1917 році в художньому салоні Стенмана в Гельсінкі пройшла перша персональна виставка художниці, яка мала великий успіх у глядачів і критиків.
У 1925 році Гелена переїхала в Таммісаарі, де малювала в основному натюрморти і переробляла свої старі роботи. Частина її творів цього періоду виконана в техніці літографії, яку художниця освоїла у віці 75 років.
На початку Радянсько-фінської війни Г. Шерфбек переїхала до Тенала, де провела близько року. У 1944 році виїхала в Швецію, де й померла 23 січня 1946 року в Сальтшебадені.

## Творчість
Гелена малювала переважно пейзажі, портрети та картини на історичну тематику. Певний вплив на творчість художниці справили твори Федора Достоєвського, Марселя Пруста та Артюра Рембо. Авторка понад тисячі творів, й була дуже незалежна у своїй художній творчості. Гелена Шерфбек створювала твори, що вражали як критиків, так і поціновувачів мистецтва. Вміла майстерно оновлювати свою манеру художнього письма від академічного реалізму (кінець 1880-х років) до експресіонізму і модернізму (1940-і роки).

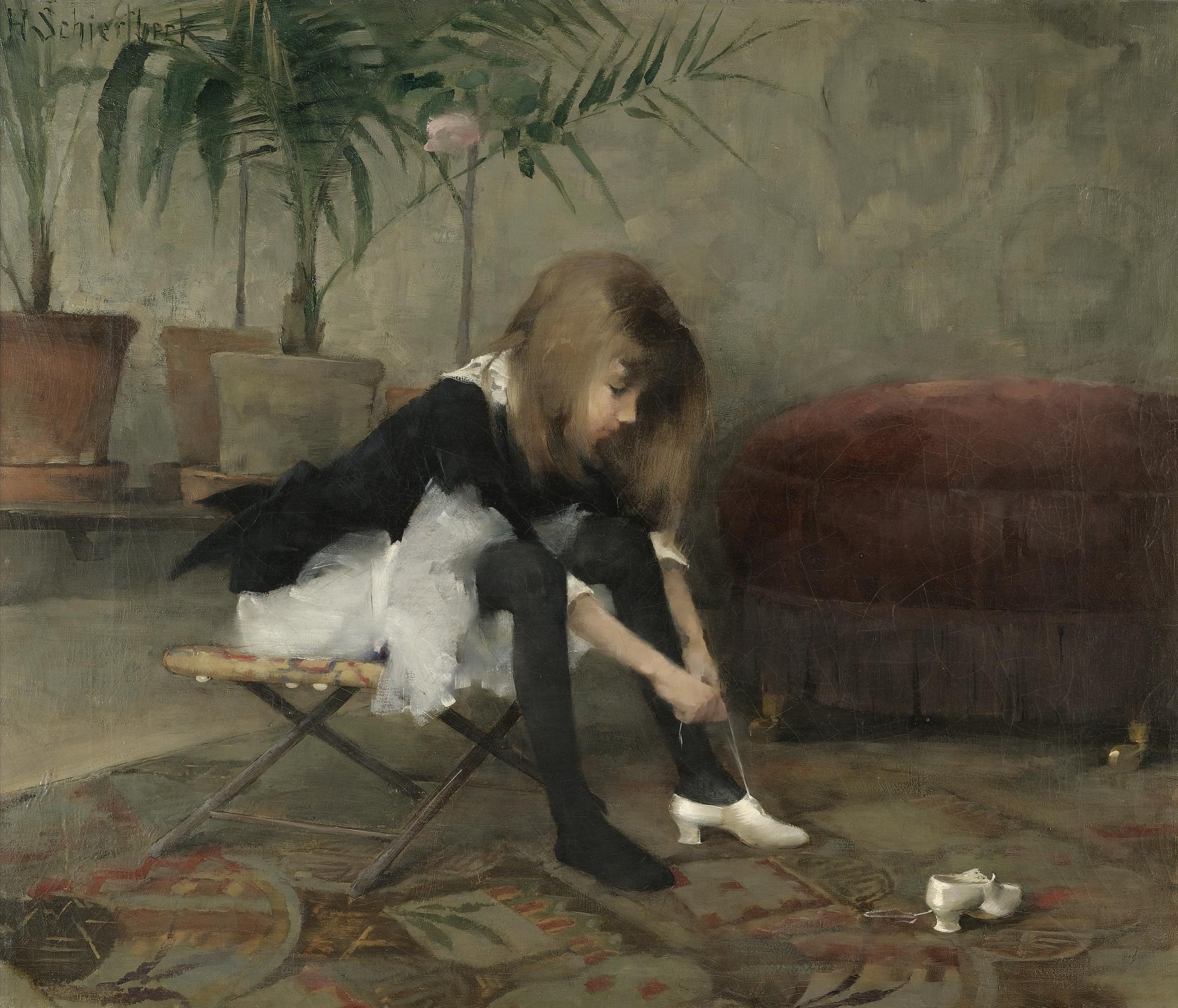
«Взуття для танців». 1882 рік

«Взуття для танців» — одна з найбільш популярних картин Шерфбек. Тема була настільки популярною, що Шерфбек тричі повертався до неї, а також зробила її літографію, остання просто таки катапультувала картину до рівня міжнародної популярністі. На ній зображена її двоюрідна сестра Естер Лупандер. Естер мала надзвичайно довгі ноги, і тому картина отримала прізвисько «Коник». Картина, виконана у стилі реалістичності, показує явний вплив перебування Шерфбек в Парижі, де вона висловлювала захоплення Едуардом Мане, Едгаром Дега, Бертою Морізо та Мері Кассат. Була оцінена у 3 444 500 фунтів стерлінгів під час продажу в Лондоні на аукціоні Sotheby в 2008 році.

«Дівчина з світлим волоссям» — приклад зрілого стилю Шерфбек, що спирається на французький модернізм. Робота належить до серії (включаючи також «Сімейну Реліквію» того ж року), що зображує сусідок Шерфбек, Дженні та Імпі Тамландер, які керували дорученнями від Шерфбек та її матері та допомагали доглядати за сімейним домом. На цій картині няня — Імпі. Картина продана за 869 000 фунтів стерлінгів під час продажу в Лондоні на аукціоні Sotheby 2015 року.
Роботи Шерфбек були включені у виставку 2018 року «Жінки в Парижі» 1850—1900 рр.

З 20 липня по 27 жовтня 2019 року Королівська Академія Мистецтв створила виставку з понад 60 пейзажами та натюрмортами, відзначаючи еволюцію її кар'єри.

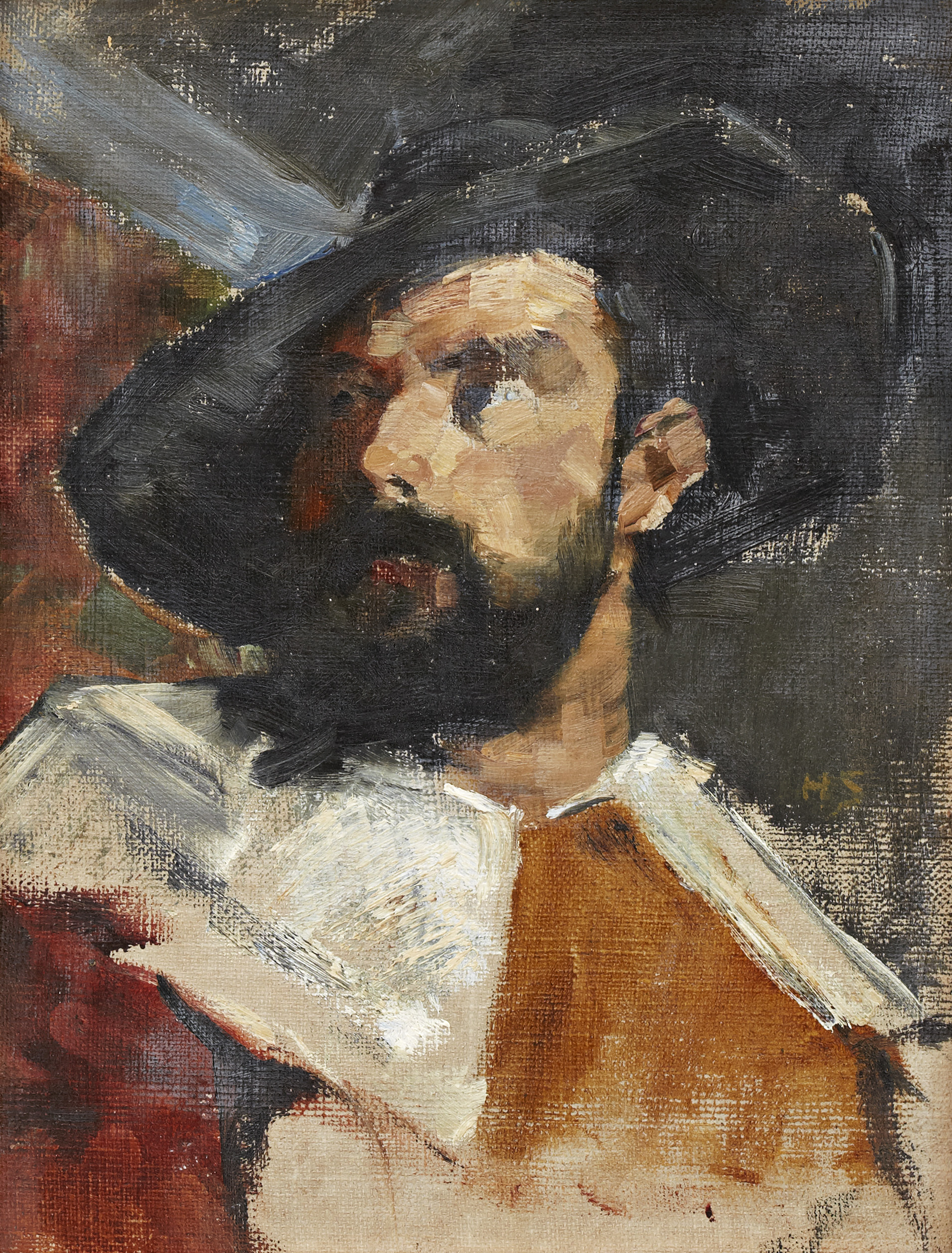
''Портрет чоловіка''. 1881 рік
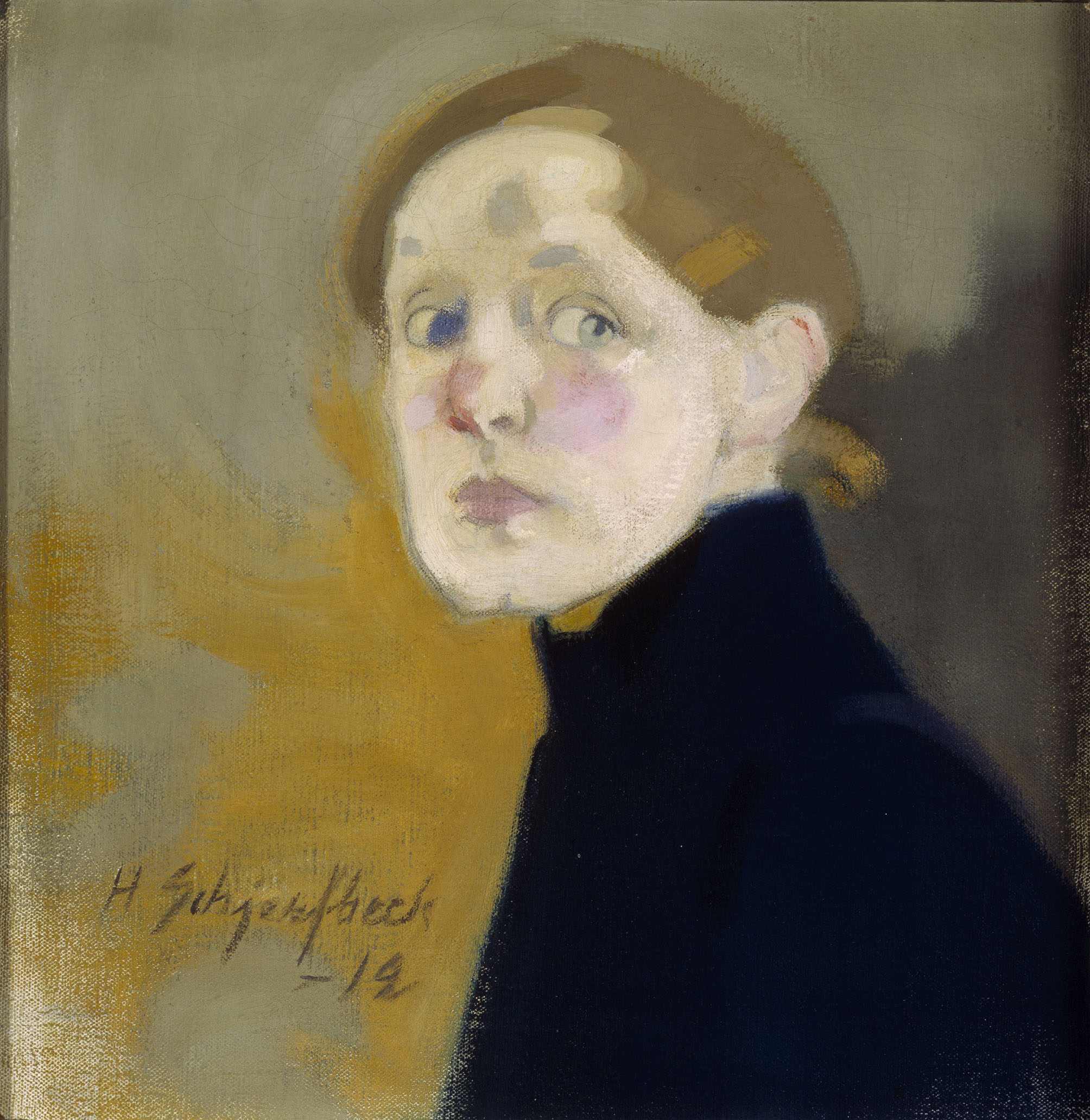
Автопортрет. 1912 рік
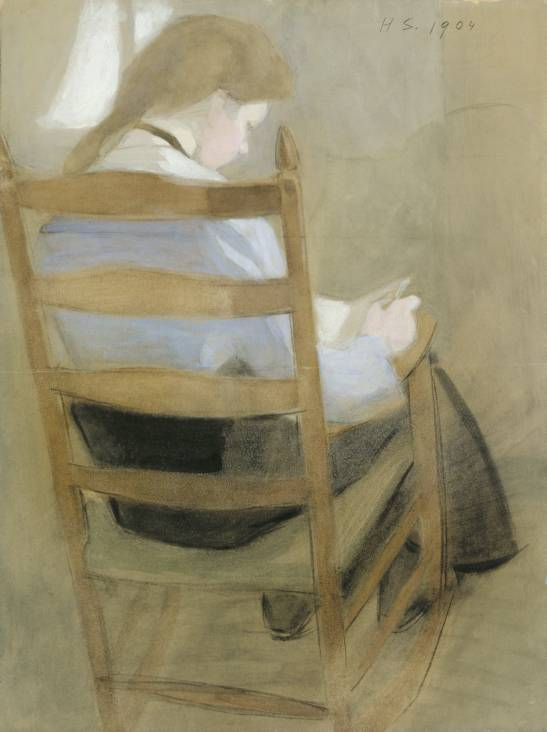
"Дівчина читає". 1904
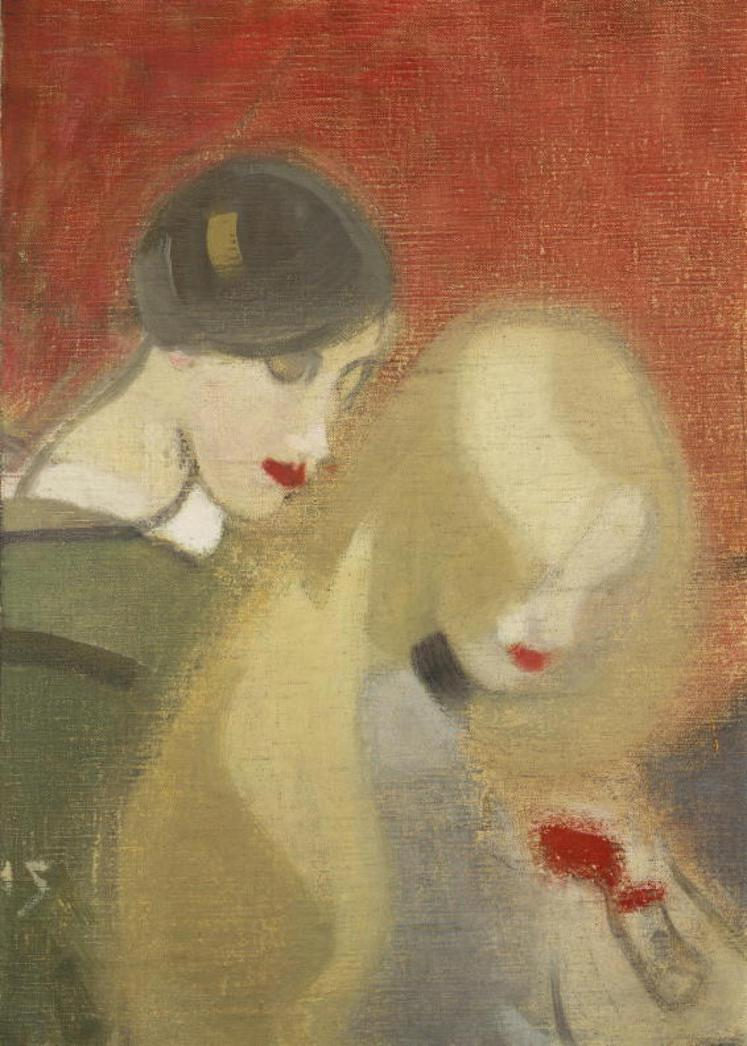
"Сімейна реліквія", 1916
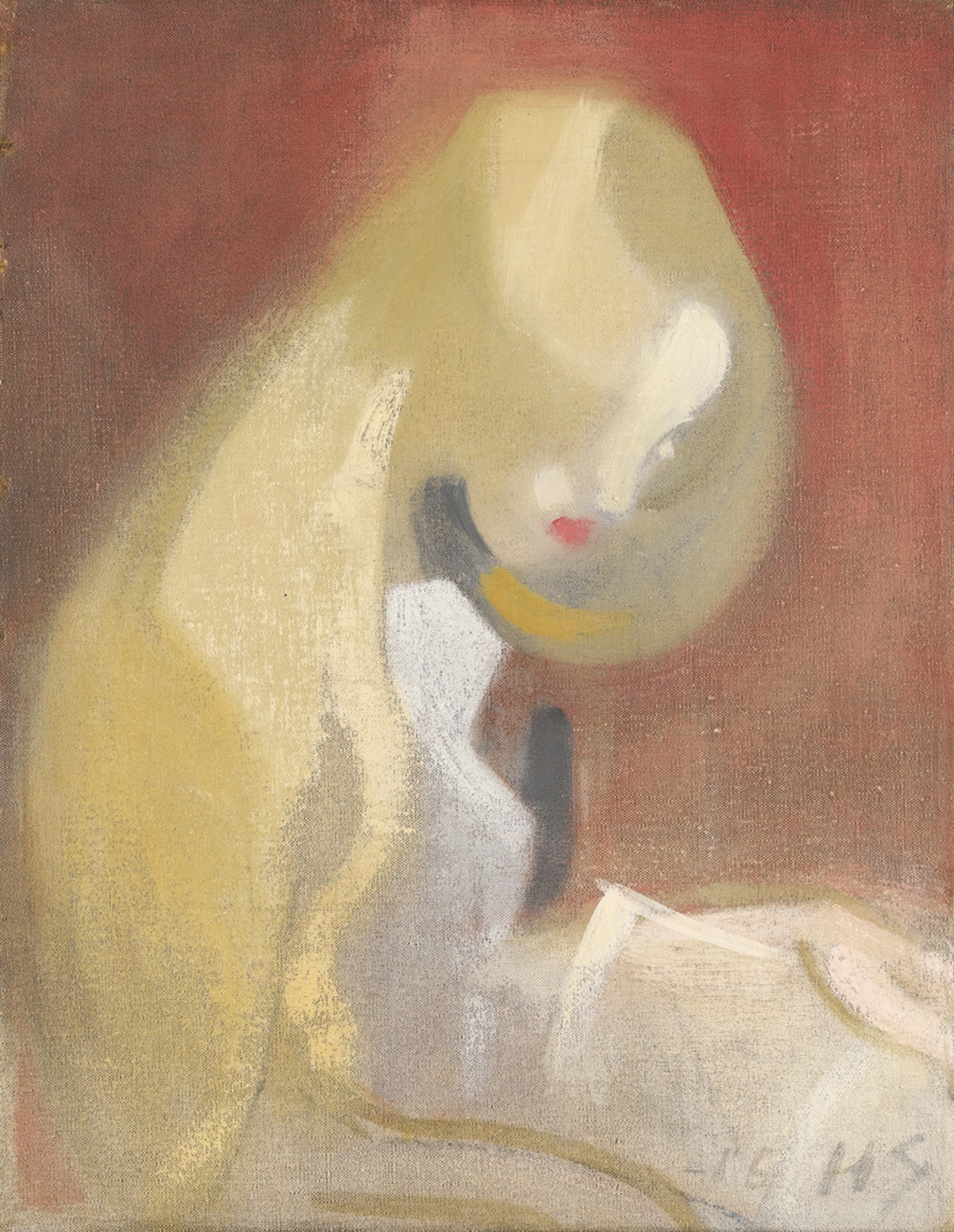
"Дівчина зі світлим волоссям", 1916
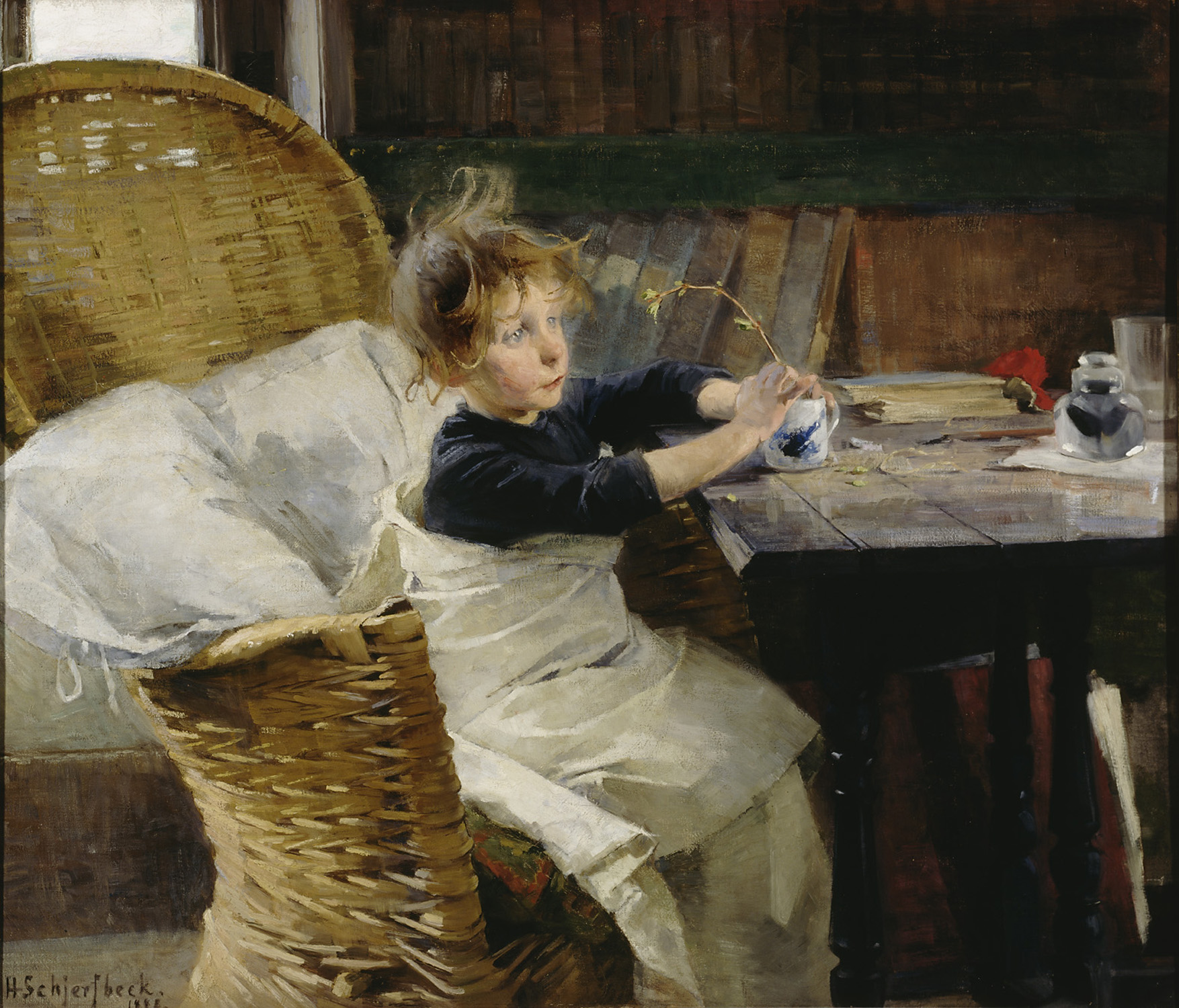
"Видужиючий". 1888
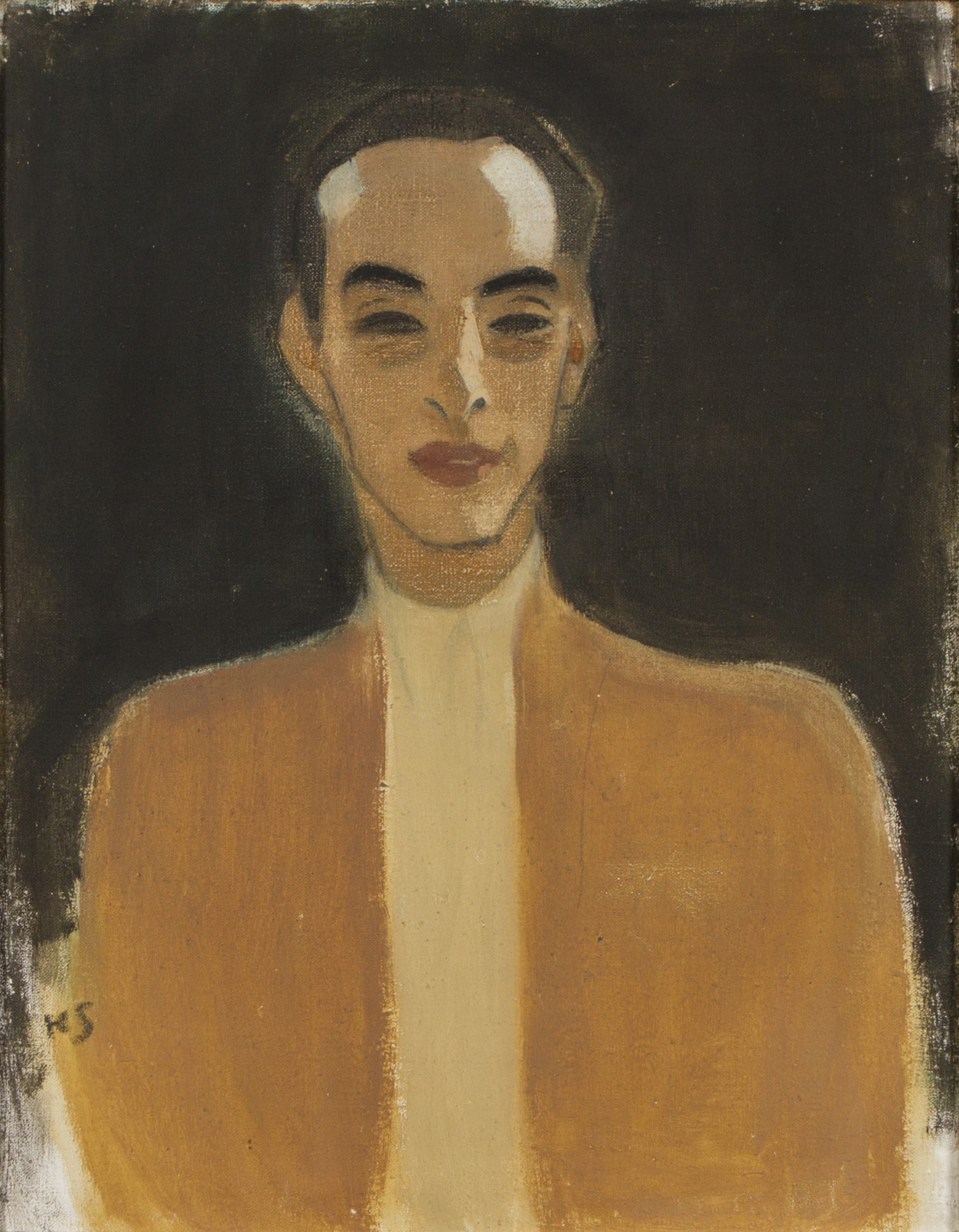
Matti Kiianlinna, 1926-1927

## Родина

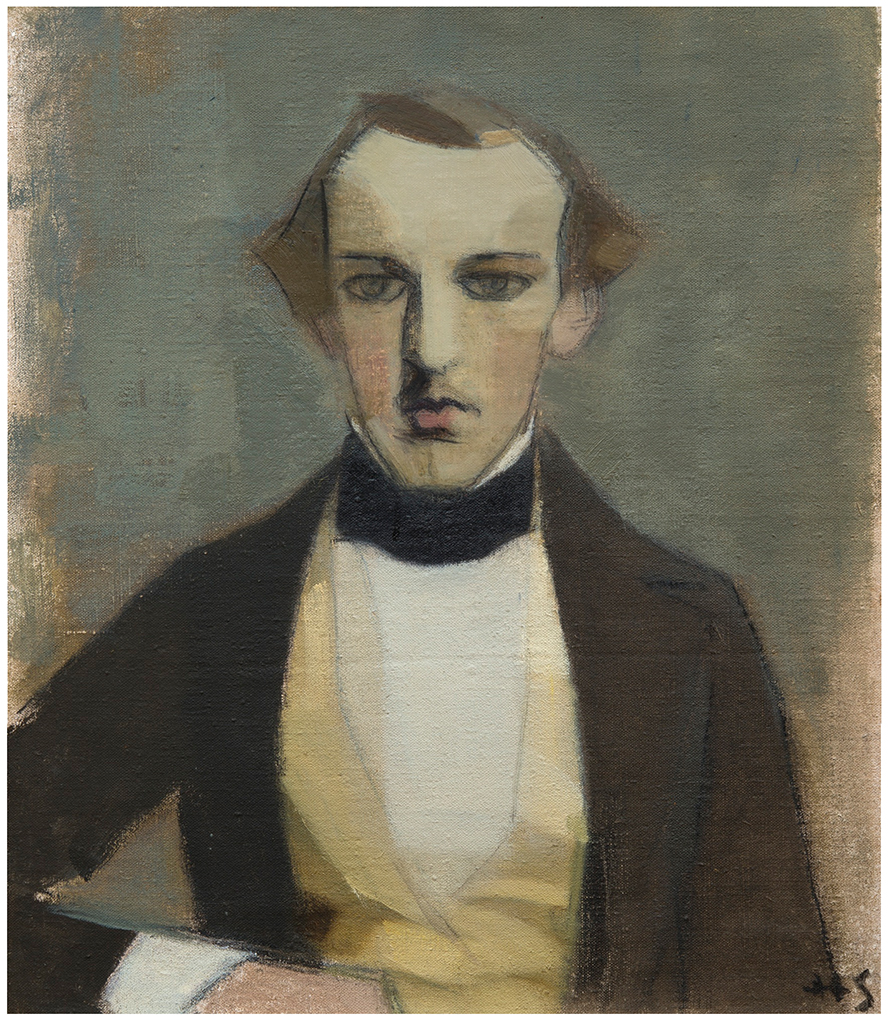
«Мій батько», 1943 р.

- Батько — Сванте Шерфбек (1833—1876)[13]
- Мати — Ольга Йоханна Прінтц (1839—1923)
- Брат — Магнус (1860—1933).

## Цікаві факти
- День народження Шерфбек, 10 липня, це національний день живопису Фінляндії.
- 5 жовтня 2012 року Фінляндія випустила пам'ятну біметалічну монету вартістю в 2 €, присвячену 150-річному ювілею від дня народження художниці[14].
- З 1 червня по 14 жовтня 2012 року в Гельсінкі у будівлі Атенеум пройшла найбільша великомасштабна виставка робіт художниці, на якій було представлено близько 400 творів.
- 7 червня 2017 року картина художниці «Мій батько» («Isäni») була продана на аукціоні Sotheby's у Лондоні за 212 500 фунтів (244 тисячі євро)[15].